# Challenger de Zagreb

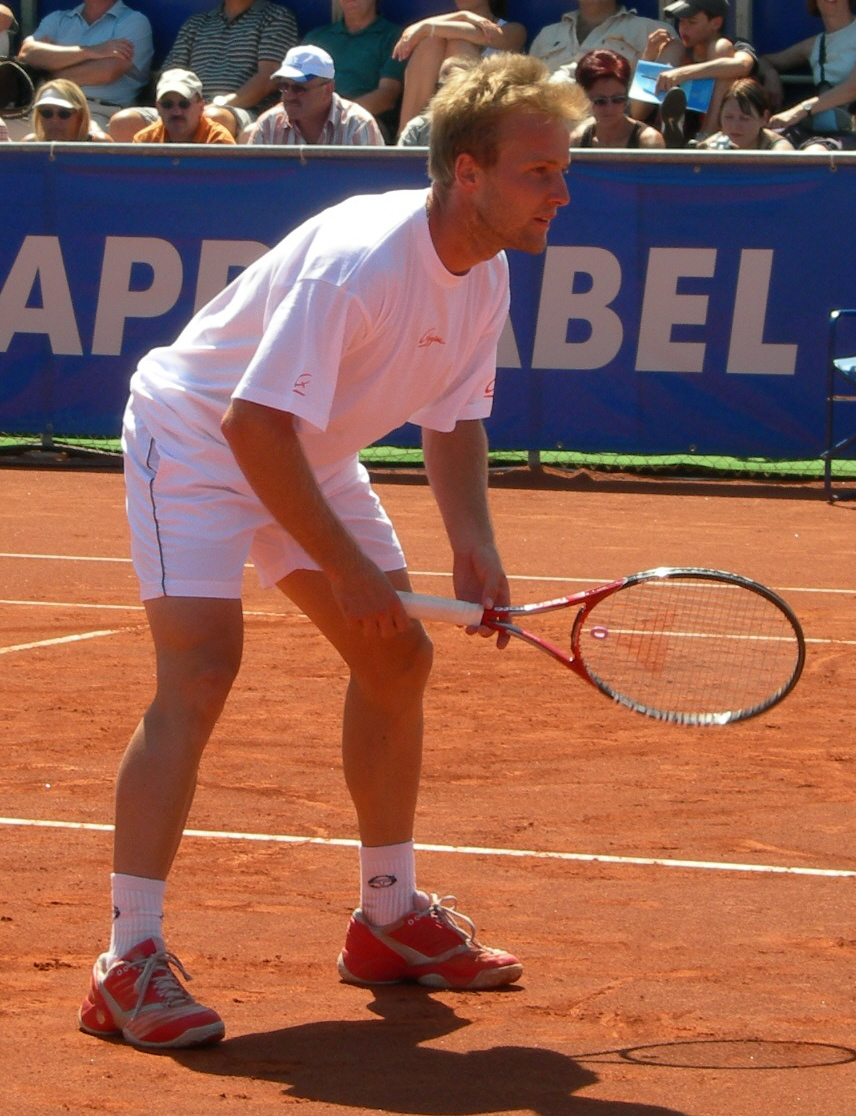
El belga Christophe Rochus campeón de la edición 2008 tras derrotar al argentino Carlos Berlocq en la final

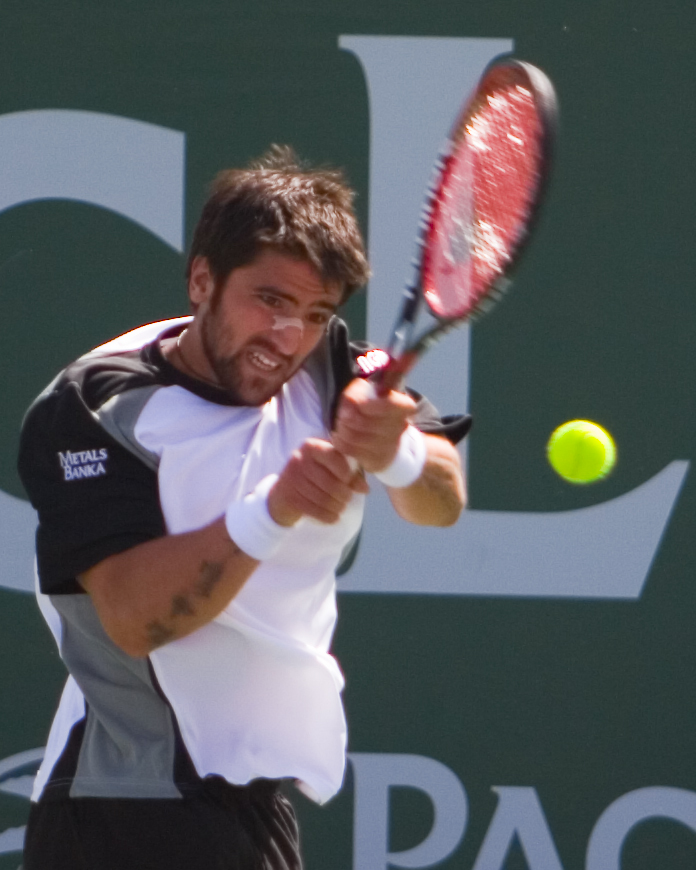
El serbio Janko Tipsarević campeón en el año 2007 en individuales

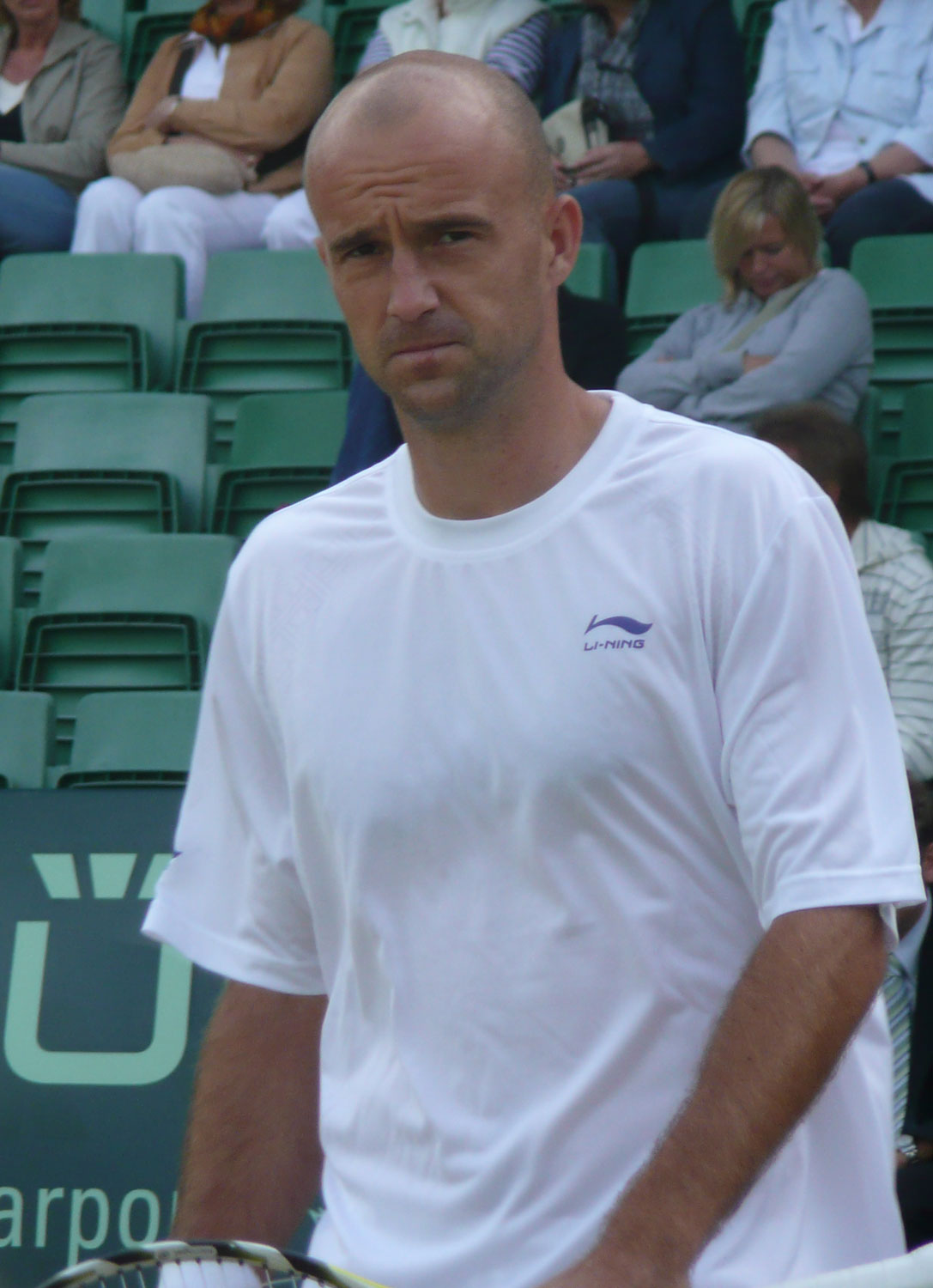
El jugador local Ivan Ljubičić fue el primer croata en ganar el título en indivudales. Lo hizo en el año 2005, previamente había sido finalista en 1997 y campeón de dobles en 1999

El Zagreb Open  es un torneo profesional de tenis. Pertenece al ATP Challenger Series. Se juega desde el año 1996 sobre polvo de ladrillo, en Zagreb, Croacia.

## Palmarés

### Individuales
| Año       | Campeón             | Finalista             | Resultado        |
| --------- | ------------------- | --------------------- | ---------------- |
| 2024      | Damir Džumhur       | Luka Mikrut           | 7–5, 6–0         |
| 2023      | No celebrado        | No celebrado          | No celebrado     |
| 2022      | Filip Misolic       | Mili Poljičak         | 6–3, 7–6(6)      |
| 2021      | Sebastián Báez      | Juan Pablo Varillas   | 3–6, 6–3, 6–1    |
| 2012–2020 | No celebrado        | No celebrado          | No celebrado     |
| 2011      | Diego Junqueira     | João Souza            | 6–3, 6–4         |
| 2010      | Yuri Schukin        | Santiago Ventura      | 6–3, 7–5         |
| 2009      | Marcos Daniel       | Olivier Rochus        | 6–3, 6–4         |
| 2008      | Christophe Rochus   | Carlos Berlocq        | 6–3, 6–4         |
| 2007      | Janko Tipsarević    | Júlio Silva           | 3–6, 6–3, 6–3    |
| 2006      | Daniel Elsner       | Victor Crivoi         | 6–3, 7–6(3)      |
| 2005      | Ivan Ljubičić       | Jan Minář             | 6–4, 6–2         |
| 2004      | Adrián García       | Rubén Ramírez Hidalgo | 6–3, 7–5         |
| 2003      | Kristof Vliegen     | Rubén Ramírez Hidalgo | 6–1, 4–6, 6–0    |
| 2002      | Luis Horna          | Dominik Hrbatý        | 6–2, 6–1         |
| 2001      | Jacobo Díaz         | Albert Montañés       | 7–6(5), 3–6, 6–2 |
| 2000      | Gastón Etlis        | Agustín Calleri       | 6–3, 7–5         |
| 1999      | Andrea Gaudenzi     | Julien Boutter        | 6–1, 6–4         |
| 1998      | Jiří Novák          | Mariano Puerta        | 7–5, 6–1         |
| 1997      | Alberto Berasategui | Ivan Ljubičić         | 6–1, 6–2         |
| 1996      | Sargis Sargsian     | Marcos Aurelio Gorriz | 6–4, 6–4         |

### Dobles
| Año       | Campeones                                     | Finalistas                                   | Resultado           |
| --------- | --------------------------------------------- | -------------------------------------------- | ------------------- |
| 2024      | Jonathan Eysseric Quentin Halys               | Alexandru Jecan Henrique Rocha               | 6–4, 6–4            |
| 2023      | No celebrado                                  | No celebrado                                 | No celebrado        |
| 2022      | Adam Pavlásek Igor Zelenay                    | Domagoj Bilješko Andrey Chepelev             | 4–6, 6–3, [10–2]    |
| 2021      | Evan King Hunter Reese                        | Andrey Golubev Aleksandr Nedovyesov          | 6–2, 7–6(4)         |
| 2012–2020 | No celebrado                                  | No celebrado                                 | No celebrado        |
| 2011      | Daniel Muñoz-de la Nava Rubén Ramírez Hidalgo | Mate Pavić Franko Škugor                     | 6–2, 7–6(10)        |
| 2010      | Andre Begemann Matthew Ebden                  | Rubén Ramírez Hidalgo Santiago Ventura       | 7–6(5), 5–7, [10–3] |
| 2009      | Peter Luczak Alessandro Motti                 | Brendan Evans Ryan Sweeting                  | 6–4, 6–4            |
| 2008      | Ivan Dodig Júlio Silva                        | Sergiy Stakhovsky Tomáš Zíb                  | 6–4, 7–6(1)         |
| 2007      | Tomas Behrend André Ghem                      | James Auckland Jamie Delgado                 | 6–2, 6–1            |
| 2006      | Yves Allegro Michal Mertiňák                  | Julien Jeanpierre Nicolas Renavand           | 6–1, 6–2            |
| 2005      | Gabriel Trifu Tom Vanhoudt                    | Enzo Artoni Martín Vassallo Argüello         | 6–2, 4–6, 7–5       |
| 2004      | Karol Beck Jaroslav Levinský                  | Jordan Kerr Tom Vanhoudt                     | 6–2, 7–6(4)         |
| 2003      | Lucas Arnold Ker Mariano Hood                 | Simon Aspelin Todd Perry                     | 6–1, 6–3            |
| 2002      | Dick Norman Tom Vanhoudt                      | Jordan Kerr Grant Silcock                    | 6–3, 4–6, 6–3       |
| 2001      | Enzo Artoni Andrés Schneiter                  | Aleksandar Kitinov Alexandre Simoni          | 6–7(5), 6–4, 6–4    |
| 2000      | Michaël Llodra Diego Nargiso                  | Eduardo Nicolás-Espín Germán Puentes-Alcañiz | 6–2, 6-–3           |
| 1999      | Ivan Ljubičić Lovro Zovko                     | Jerome Hanquez Regis Lavergne                | 6–3, 6–0            |
| 1998      | Julian Alonso Mariano Puerta                  | Eduardo Nicolás-Espín Germán Puentes-Alcañiz | 6–1, 6–4            |
| 1997      | David Roditi Tomáš Anzari                     | Brandon Coupe Paul Rosner                    | 3–6, 7–6, 7–6       |
| 1996      | Donald Johnson Jack Waite                     | Clinton Ferreira Andrei Pavel                | 3–6, 6–1, 6–0       |